# Hải Đông, Hải Hậu
Hải Đông là một xã ven biển thuộc huyện Hải Hậu, tỉnh Nam Định.
Xã Hải Đông có vị trí địa lý:
- Phía đông giáp xã Hải Lộc và Biển Đông
- Phía tây giáp xã Hải Tây
- Phía nam giáp xã Hải Lý
- Phía bắc giáp xã Hải Quang.

Xã Hải Đông có diện tích 8,96 km², dân số năm 2022 là 9.606 người, mật độ dân số đạt 1.072 người/km².